# 中山義紘
中山 義紘（なかやま よしひろ、1990年2月23日 - ）は、日本の俳優・タレント。兵庫県出身。身長176cm。血液型はA型。大阪芸術大学卒業。ワタナベエンターテインメント関西事業本部所属。劇団Patchのメンバーである。

## 人物
特技はジャズダンス・柔軟・即興コント。
2012年、劇団Patchの第一期メンバーオーディションに参加し、最終選考会にて投票1位を獲得してメンバー入りする。劇団Patch公演のほか、テレビ・ラジオ出演などで活動する。2014年に連続テレビ小説『ごちそうさん』の諸岡弘士役で連続ドラマに初出演。同年に映画『ラブラブROUTE21』にて主演を務める。以降、連続テレビ小説「あさが来た」「べっぴんさん」「スカーレット」にも出演。

## 出演

### テレビドラマ
- 悪夢の六号室（2013年12月、朝日放送テレビ） - 若者A 役[10]
- NHK連続テレビ小説
  - ごちそうさん 第103回 - 第150回（2014年2月3日 - 3月29日） - 諸岡弘士 役
  - あさが来た（2015年、NHK） - 伊作 役
  - べっぴんさん 第21週 - （2017年2月 - 4月） - 土田昌和 役
  - スカーレット 第21週（2020年2月） - 近藤彬 役
- 科捜研の女  SEASON 15 File 11（2016年2月4日、テレビ朝日） - 佐藤敦夫（若年期） 役
- 土曜時代ドラマ アシガール (2017年9月 - 12月、NHK総合) - 松丸義次 役
- 遺留捜査 第5シリーズ 第7話（2018年8月30日、テレビ朝日） - 黒瀬慶介 役
- だから私は推しました 第1回（2019年7月27日、NHK総合） - 蓮沼恭介 役
- DIVER-特殊潜入班-（2020年9月22日 - 10月20日、関西テレビ・フジテレビ系） - 大山崇 役
- 閻魔堂沙羅の推理奇譚 第1回（2020年10月31日、NHK総合）- 千原和馬 役
- 旅屋おかえり「兵庫編」（2023年2月1日･2日、NHK BSプレミアム）- 荒川大地 役[11]
- 仮面ライダーガッチャード 第42話・第43話（2024年6月30日・7月7日、テレビ朝日） - 鶴原鍵一 役

### その他のテレビ番組
劇団Patch全体での出演は該当記事参照のこと
- おはよう朝日土曜日です（2012年 - 、朝日放送） - リポーター[12]

### 映画
- 恋するミナミ（2014年）
- ラブラブROUTE21（2014年） - 主演
- 炎〜HOMURA〜（2014年） - 小田切武 役

### 舞台
- OLIVER BOYS（2012年10月）
- 巌窟少年（2013年3月）- エンゾ 役
- 月夜の日日と永遠の街 -和泉式部日記『五月十五日』ヲモトニ-（2013年8月）- 主演[1]
- 白浪クインテット（2013年10月 - 赤星十三郎 役
- 破壊ランナー（2014年3月）- キャデラック 役
- Love Later（2014年10月）
- 観音クレイジーショー（2014年12月）- 大爆音 役
- SPECTER（2015年3月）- 臥萬里 役
- Dステ17th『夕陽伝』（2015年10月～11月）
- Patch stage vol.8 浮世戯言歌劇『磯部磯兵衛物語〜浮世はつらいよ〜 高尾山地獄修業編』（2016年4月）- 母上 役
- 劇団壱劇屋 東名阪三都市ツアー『新しい生活の提案』（2017年）
- ミュージカル『にんじん』（2017年8月～9月）- マルソー役
- Rock Musical『5DAYS 辺境のロミオとジュリエット』（2018年4月）- ナウチ役
- Patch stage vol.12『ボクのシューカツ。』（2018年11月）- 回替わりゲスト
- こまつ座第125回公演『どうぶつ会議』（2019年1月～2月）- トラ役
- Patch × TRUMP series 10th ANNIVERSARY『SPECTER』（2019年3月～4月）- クラウス役
- ミュージカル『怪人と探偵』（2019年9月～10月）- 羽柴壮二役
- Patch stage vol.13『カーニバル！カーニバル！カーニバル！カーニバル！カーニバル！カーニバル！カーニバル！カーニバル！カーニバル！カーニバル！カーニバル！カーニバル！カーニバル！』（2019年10月～11月）- 日替わりゲスト
- 音楽朗読劇『黑世界』＜日和の章＞（2020年9月～10月）
- 新国立劇場『斬られの仙太』（2021年4月、新国立劇場小劇場）
- A New Musical『ゆびさきと恋々』 （2021年6月4日 - 13日、本多劇場） - 心 役[13]
- ミュージカル「夜の女たち」（2022年9月13日 - 10月16日、KAAT神奈川芸術劇場ほか） - 警官 他 役[14]
- 明治座創業150周年記念 舞台『赤ひげ』（2023年10月28日 - 11月12日、明治座 / 12月14日 - 16日、新歌舞伎座）[15]
- TOKAI RADIO PRODUCE 舞台『パコ〜from ガマ王子vsザリガニ魔人』（2025年2月22日 - 24日、メニコン シアターAoi） - 堀米 役[16]
- EVIDENT PROMOTION 1st ACT『これが戦争だ』（2025年4月9日 - 13日、シアター711） - ヒューズ 役[17]
- シッダールタ（2025年11月15日 - 12月27日〈予定〉、世田谷パブリックシアター / 2026年1月〈予定〉、兵庫県立芸術文化センター 阪急中ホール）[18]

### ラジオ
- 浦川泰幸の「劇場に行こう!」（2013年 - 、ABCラジオ）
- どっちもPatch!?（2013年 - 、ソラトニワ梅田）
- ボクら劇団Patchです!!（2014年4月7日 - 、ラジオ大阪）